# Aïssat Idir
Pour les articles homonymes, voir Idir (homonymie).
Aïssat Idir, né le 11 juin 1915 à Djemâa Saharidj en Kabylie et mort, tué par la France, entre le 25 et 27 juillet 1959 à l'hôpital militaire d'Alger, est un syndicaliste algérien, fondateur de l'UGTA. Il est un martyr de la guerre d'indépendance algérienne.

## Biographie
Aïssat Idir nait à Djemâa Saharidj dans la Wilaya de Tizi Ouzou en juin 1915. D'origine modeste, il perd sa mère à l'âge de six ans. Après des études primaires dans son village, il reçoit une bourse pour préparer le concours d'entrée à L’École Normale d'instituteur de Bouzareah, mais un incident malheureux lors des épreuves lui ferme définitivement les portes de l'enseignement,. En 1935, il rejoint la famille de son oncle à Tunis et se lance dans des études supérieures en droit et économie jusqu'en 1938. Il effectue son service militaire en Tunisie et en sort avec le grade de sergent.
De retour à Alger, il est reçu au concours de recrutement de personnels des ateliers industriels aéronautiques d'Afrique du Nord à Bordj El Bahri. Il y restera près de dix ans. Il est promu cadre supérieur à la comptabilité, il est chargé du contrôle des filiales de l'entreprise en Afrique du Nord. Ses voyages lui permettent de faire connaissance avec le milieu syndical tunisien. Il s'investit alors dans cette tâche, est élu par ses camarades dans la commission exécutive pour les travailleurs du secteur d'état, affiliée aux syndicats communistes français et réfléchit à fonder une organisation syndicale algérienne autonome. 
Dans les années 1946-1947, il collabore à la rédaction du journal clandestin du Parti du peuple algérien, la Nation Algérienne, où il est chargé de la rubrique «Le prolétariat algérien». Soupçonné de relation avec l'Organisation spéciale, il est arrêté quelques jours en 1950. Prétextant une grève dans l'usine, l'entreprise le licencie. Il trouve un poste de chef de service à la CACOBAT (CAisse des COngé et du chômage- intempérie des travailleurs du secteur du BÂtiment et des Travaux Publics) et adhère au syndicat CGT de l'entreprise. De 1949 à 1954, il anime un groupe de syndicalistes affilié au Mouvement pour le triomphe des libertés démocratiques, puis choisit de soutenir le FLN. Arrêté quelque temps pour ses activités syndicales, il est libéré le 22 décembre 1954.
Soutenu par le FLN, le congrès du 26 février 1956 signe la création de l'Union générale des travailleurs algériens et place à sa tête, comme secrétaire général Aïssat Idir. Pendant deux mois, celui-ci se consacre à la mise en route du syndicat et établit des liens avec la Confédération internationale des syndicats libres (CISL). Des grèves patriotiques soutenues par le syndicat conduisent à une arrestation massive de ses dirigeants le 23-24 mai 1956. Aïssat Idir est arrêté ainsi qu'une quarantaine de syndicalistes.
Incarcéré d'abord à la prison  de Berrouaghia, il  est ensuite déplacé de prison en prison (Bossuet, Serkadji). Soupçonné d'être  un membre du Comité de coordination et d'exécution, il est torturé  par les parachutistes du colonel Bigeard qui ne soupçonneront pas cependant son affiliation au Conseil national de la Révolution algérienne. Il est inculpé d'atteinte à la sureté externe de l'État Français. Il est défendu par Me Henri Rolin, sénateur, ancien ministre du gouvernement belge, choisi par la CISL, et par Me Jean Gallot. 
Le 13 janvier 1959, il est acquitté. À sa sortie de prison, il est arrêté par deux gendarmes et conduit à la prison de Birtraria. Les efforts de ses défenseurs pour le faire libérer sont vains. Le 17 janvier, il est hospitalisé pour brûlures graves. L'armée évoque d'abord le suicide, nié par Aïssat Idir, puis l'accident : selon eux, Aïssat Idir aurait mis le feu à sa paillasse en fumant une cigarette. Des démarches entreprises par la CISL pour le faire transférer dans un hôpital métropolitain pour grands brûlés sont déboutées. En juin 1959, la CISL alerte l'opinion publique sur le sort d'Assaït Idir, mais celui-ci succombe à ses brûlures le 25-27 juillet 1959. Sa mort soulève une vague d'indignation dans le milieu syndicaliste international,.
Son corps est enterré au cimetière de Sidi M'Hamed malgré l'avis des autorités militaires qui auraient voulu un enterrement au cimetière d'El Alia.

## Décorations
- Athir de l'ordre du Mérite national d'Algérie.